# Markenhochhaus

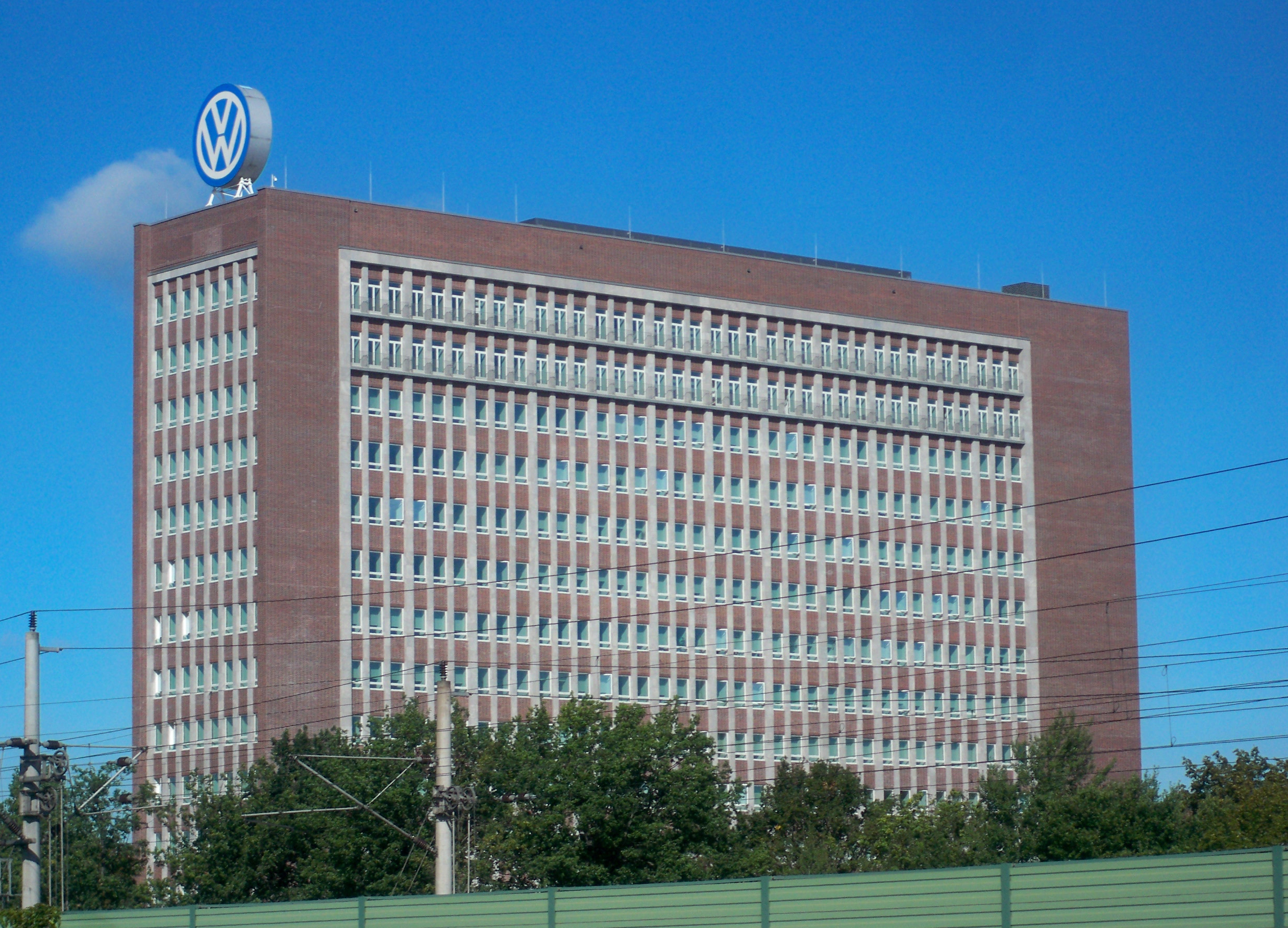
Das Markenhochhaus von Südosten (2016)

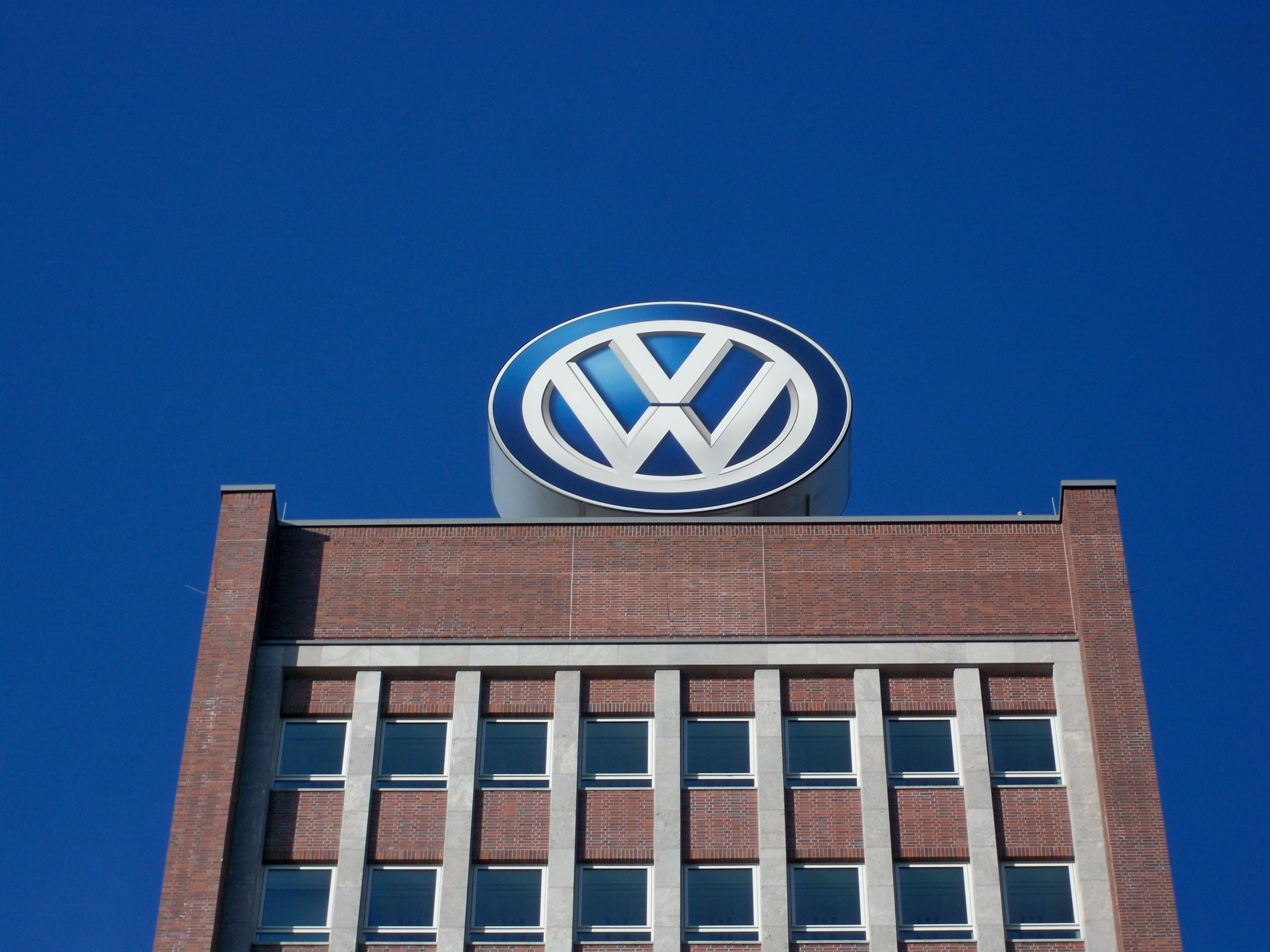
Detail der Südseite mit Logo von 2016

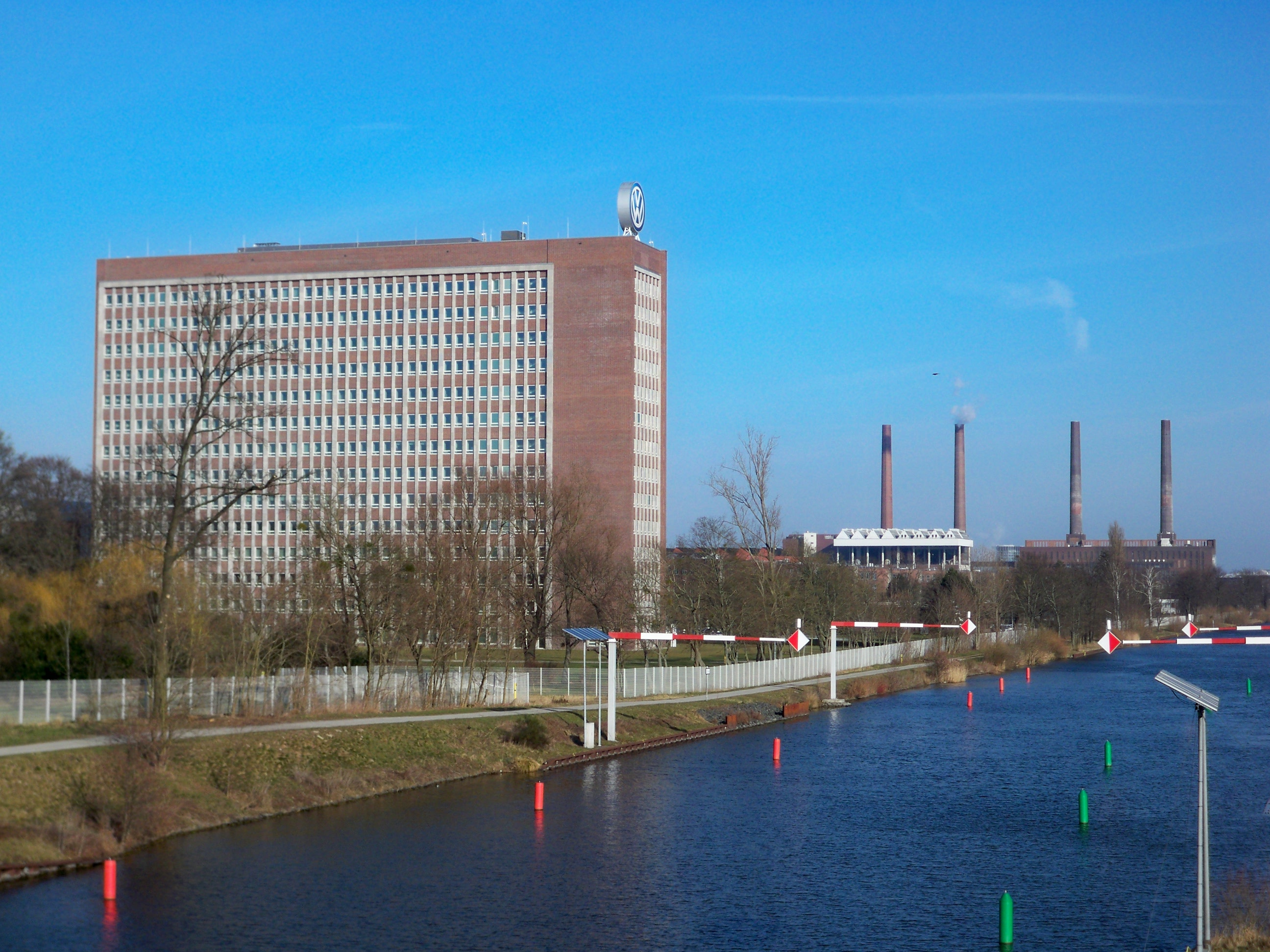
Markenhochhaus von Südwesten mit Mittellandkanal und Heizkraftwerk Wolfsburg Nord/Süd

Das Markenhochhaus (bis 2016 VW-Verwaltungshochhaus oder kurz VW-Hochhaus) ist das Verwaltungszentrum der Marke Volkswagen und das ehemalige Verwaltungszentrum der Volkswagen AG in der Stadt Wolfsburg in Niedersachsen. Das Haus wurde nach Plänen aus der VW-Hochbauabteilung 1957 bis 1959 errichtet und steht auf dem Gelände des Volkswagenwerks Wolfsburg.

## Geschichte
Auf der Internationalen Automobil- und Motorradausstellung in Berlin wurde 1938 ein Modell der geplanten Volkswagenfabrik gezeigt, dessen Verwaltungsgebäude einen 80 Meter hohen Turm beinhaltete. Dieses Turmgebäude sollte südwestlich der Fabrikhallen errichtet werden, also ungefähr am Standort des heutigen Markenhochhauses. Aufgrund des im Folgejahr beginnenden Zweiten Weltkriegs wurde der Turmbau vermutlich nicht realisiert.
Mit der Expansion des Wolfsburger VW-Werkes in den 1950er Jahren wurde ein größeres Verwaltungsgebäude benötigt. Wie auch beim BASF-Hochhaus in Ludwigshafen am Rhein und dem Dreischeibenhaus von Thyssen in Düsseldorf, die um dieselbe Zeit entstanden, wurde ein repräsentatives, modernes Bauwerk errichtet. Man verwendete für die Außengestaltung Klinker, wie bei der östlich anschließenden, rund 1,3 Kilometer langen Front des Fabrikgebäudes, die parallel zum Mittellandkanal verläuft und der Stadt zugewandt ist.
Anfangs sollte das Gebäude elfgeschossig werden, während der Bauphase entschied man sich aufgrund der Expansion des Unternehmens für ein dreizehnstöckiges Hochhaus. Im Zusammenhang mit dem Bau des Hochhauses wurde auch die Südseite des Werkskomplexes um drei Sektoren nach Westen hin erweitert.
Nach der Errichtung des neuen Verwaltungshochhauses wurde der nur dreistöckige Vorgängerbau, der sich östlich des Neubaus befand und zuvor den westlichen Abschluss der damals nur 19 Sektoren umfassenden Südfassade des Werkes bildete, im Herbst 1959 abgerissen.
1989 wurde das Hochhaus unter Denkmalschutz gestellt.
Ab Oktober 2013 wurde das Hochhaus vollständig entkernt und saniert. Zur vorübergehenden Unterbringung der Mitarbeiter wurde auf dem Werksgelände im westlich gelegenen Park das Bürohaus BT10 (auch: BT 10) für rund 700 Mitarbeiter errichtet, das nach der Wiedereröffnung des Hochhauses durch andere Abteilungen genutzt werden sollte. Unter anderem wurde das Hochhaus energetisch saniert und leicht verändert. So wurde ein Teil der Erdgeschossdecke entfernt, so dass eine Halle zur Präsentation von Fahrzeugen entstand. Der Haupteingang wurde auf die Westseite verlegt. Im Februar 2016 wurde bekannt, dass der Konzernvorstand im Bürohaus bleiben werde, während das Verwaltungshochhaus in Zukunft nur von der Konzernmarke Volkswagen genutzt werden solle. Im 13. Stockwerk solle der VW-Markenchef sein Büro haben. Am 15. September 2016 wurde das Haus wieder in Betrieb genommen und nach einem VW-internen Wettbewerb in „Markenhochhaus“ umbenannt. Der Markenvorstand Herbert Diess wurde 2018 zum Vorstandsvorsitzenden berufen. Da er weiterhin auch Markenvorstand ist, behält er neben seinem neuen Büro im Haus BT10 sein Büro im Hochhaus.

## Architektur und Nutzung
Das Markenhochhaus bildet den westlichen Abschluss der langen Klinkerfassade des Produktionsbereiches, während das ebenfalls geklinkerte VW-Heizkraftwerk Wolfsburg Nord/Süd mit seinen vier hohen Schornsteinen den östlichen Gegenpol setzt. Der quaderförmige, langgestreckte Bau des Markenhochhauses zeigt mit seiner Schmalseite südwärts zum nahen Mittellandkanal. Seine Höhe beträgt einschließlich VW-Logo 73 Meter, das Dach ist etwa 63 Meter hoch. Die rote Klinkerfassade wird durch regelmäßige Fensterreihen auf allen vier Seiten unterbrochen. Auf der Schmalseite sind es acht Fenster je Reihe, auf der Breitseite jeweils 36. Die Fensterfronten werden durch Lisenen aus Beton gegliedert. Die oberste Fensterreihe wird ebenfalls durch Beton vom Klinker abgegrenzt. Die beiden oberen Stockwerke verfügen über kleine Balkone.
Im Hochhaus arbeiteten neben dem Vorstand der Volkswagen AG rund 700 Personen. Der Vorstand hatte seine Diensträume im 13. Stock. Seit 2016 nutzen die Führungskräfte der Marke „Volkswagen“ das Haus. Im dritten Stock befindet sich der Aufsichtsratssaal.

## Sonstiges
Auf dem Dach befindet sich ein nachts beleuchtetes VW-Logo mit einem Durchmesser von rund acht Metern und einem Gewicht von rund 7,5 Tonnen, es wurde 2016 und 2019 letztmals erneuert. Die Plane des Logos von 2016 wurde zu Taschen umgearbeitet, die im Februar 2020 im Volkswagenwerk Wolfsburg verkauft wurden.
Aus dem Hochhaus wird auch die VfL Wolfsburg-Fußball GmbH geführt.
Im April 2012 gelangten Mitarbeiter von Greenpeace in den 13. Stock und von dort auf das Dach, um gegen die ihrer Meinung nach klimaschädliche Unternehmenspolitik der Volkswagen AG zu protestieren.